# Jerzy Marek Ziętek
Jerzy Marek Ziętek (* 1. Dezember 1956 in Katowice) ist ein polnischer Politiker der Platforma Obywatelska (Bürgerplattform).
Jerzy Marek Ziętek ist der jüngste Enkel des Generals Jerzy Ziętek. 
Ziętek studierte Medizin an der Schlesischen Medizinischen Universität Kattowitz und promovierte dort. Er spezialisierte sich in Gynäkologie und Geburtshilfe und war stellvertretender Chefarzt an der Klinik für Geburtshilfe und Gynäkologie an der Schlesischen Medizinischen Universität.
Ab November 2006 war er im Rat der Woiwodschaft Schlesien. Bei den vorgezogenen Parlamentswahlen 2007 trat er im Wahlkreis 31 Katowice für die Platforma Obywatelska an und konnte mit 11.886 Stimmen ein Mandat für den Sejm erringen. Im Sejm arbeitet er in den Kommissionen Sozialpolitik und Familie sowie Gesundheit.
Jerzy Ziętek ist verheiratet und hat zwei Kinder.